# Youba Sambou
Youba Sambou, né en 1944, est un homme politique sénégalais originaire de Casamance, député dans l'Assemblée nationale élue en 2007, ancien ministre et ancien maire de Bignona.

## Biographie
D'origine diola, Youba Sambou est né à Mlomp dans le département de Bignona en 1944. Au cours des années 1960 et 1970 il enseigne les mathématiques et la physique dans plusieurs lycées, puis est nommé proviseur, d'abord à Diourbel, enfin – après un court intermède administratif à Paris – à Bignona pendant les années 1990. 
En parallèle il exerce des responsabilités au sein du Parti démocratique sénégalais (PDS).
Au moment de l'alternance, en 2000, il est nommé ministre des Forces armées dans le gouvernement de Moustapha Niasse, en remplacement du socialiste Cheikh Hamidou Kane Mathiara. Il est reconduit dans ses fonctions le 12 mai 2001. En poste au moment du naufrage du Joola qui fit plus de 1 800 victimes en 2002, il doit démissionner le 1er octobre 2002, en même temps que le Premier ministre, Mame Madior Boye. Bécaye Diop lui succède.
À la suite d'une action en justice intentée en 2003 par 22 familles françaises ayant perdu des proches dans la tragédie, un mandat d'arrêt international est émis le 12 septembre 2008 par un juge d'Évry (Essonne) contre Mame Madior Boye, Youba Sambou et sept autres personnes, mais les mandats impliquant les deux anciens  ministres sont annulés le 16 juin 2009 par la Chambre d'instruction de la Cour d'Appel de Paris, du fait de leur qualité et des fonctions qu'ils occupaient au moment des faits. 
Youba Sambou fut également maire de Bignona jusqu'en 2009. Mamadou Lamine Keita lui a succédé à ce poste.